# Pseudococcus portiludovici
Pseudococcus portiludovici är en insektsart som beskrevs av Mamet 1943. Pseudococcus portiludovici ingår i släktet Pseudococcus och familjen ullsköldlöss. Inga underarter finns listade i Catalogue of Life.